# Interprovincial Championship 1995-96
El Interprovincial Championship de 1995-96 fue la quincuagésima edición del torneo de equipos provinciales de la Isla de Irlanda, es decir tanto de la República de Irlanda como de Irlanda del Norte.
El torneo otorgó tres plazas para la Copa Heineken 1996–97.

## Sistema de disputa
El torneo se disputó en formato de todos contra todos, otorgando 2 puntos por el triunfo, 1 por el empate y 0 por la derrota. El equipo que obtuviera más puntos al final del campeonato era declarado campeón.

## Desarrollo
- Tabla de posiciones:[1]

| Pos. | Equipo         | Encuentros | Encuentros | Encuentros | Encuentros | Tantos | Tantos | Tantos | Puntos |
| Pos. | Equipo         | PJ         | PG         | PE         | PP         | F      | C      | Dif    | Puntos |
| ---- | -------------- | ---------- | ---------- | ---------- | ---------- | ------ | ------ | ------ | ------ |
| 1.º  | Leinster Rugby | 4          | 4          | 0          | 0          | 133    | 53     | +80    | 8      |
| 2.º  | Ulster Rugby   | 4          | 3          | 0          | 1          | 73     | 53     | +20    | 6      |
| 3.º  | Munster Rugby  | 4          | 2          | 0          | 2          | 91     | 58     | +33    | 4      |
| 4.º  | Irish Exiles   | 4          | 1          | 0          | 3          | 71     | 113    | -42    | 2      |
| 5.º  | Connacht Rugby | 4          | 0          | 0          | 4          | 51     | 142    | -91    | 0      |

|  | Campeón. |

### Resultados
| 1995 | Irish Exiles | 28 - 22 | Connacht |  |  |

| 1995 | Ulster | 14 - 10 | Munster |  |  |

| 1995 | Connacht | 9 - 27 | Ulster |  |  |

| 1995 | Irish Exiles | 26 - 42 | Leinster |  |  |

| 1995 | Leinster | 41 - 9 | Connacht |  |  |

| 1995 | Munster | 20 - 14 | Irish Exiles |  |  |

| 1995 | Munster | 15 - 19 | Leinster |  |  |

| 1995 | Ulster | 29 - 3 | Irish Exiles |  |  |

| 1995 | Connacht | 11 - 46 | Munster |  |  |

| 1995 | Leinster | 31 - 3 | Ulster |  |  |

| Bandera de Irlanda |
| Campeón Leinster   |
| Vigésimo título    |